# Полосатая черепаха
Полосатая черепаха (лат. Kinosternon baurii) — вид иловых черепах. Видовое латинское название дано в честь немецкого зоолога Георга Баура (1859—1898).
Общая длина составляет от 8 до 12,7 см. Наблюдается половой диморфизм: самки крупнее самцов. Голова небольшая, морда заостренная. Шея короткая. Панцирь сверху овальный. Вдоль спины проходят 3 светлые полосы. По бокам головы также 2 светлые полоски.
Окраска карапакса бурая с различными оттенками. Пластрон желтоватый. При этом у самок количество жёлтого цвета больше чем у самцов.
Любит чистую воду. Держится в мелководных водоёмах и часто выходит на сушу. Питается рыбой, улитками, водорослями, насекомыми. Часто поедает падаль и помёт животных, выполняя роль санитара.
Самка в сентябре и октябре откладывает 1—4 яйца. Инкубационный период длится от 3 до 4 месяцев.
Это эндемик США. Живёт в штатах Южная Каролина, Северная Каролина, Вирджиния, а также вдоль Атлантической прибрежной равнины Джорджии на юг через полуостров Флорида до Алабамы.

## Подвиды
- Kinosternon baurii baurii
- Kinosternon baurii palmarum